# Pteropodins
Els pteropodins (Pteropodinae) són una subfamília de ratpenats de la família dels pteropòdids. Totes les espècies vivents d'aquest grup viuen en zones tropicals i subtropicals. Aquest tàxon conté els següents gèneres:
- Acerodon (5 espècies)
- Desmalopex (2 espècies)
- Eidolon (2 espècies)
- Mirimiri (1 espècie)
- Neopteryx (1 espècie)
- Pteralopex (5 espècies)
- Pteropus (~60 espècies)
- Styloctenium (2 espècies)